# Georg Karl von Brevern

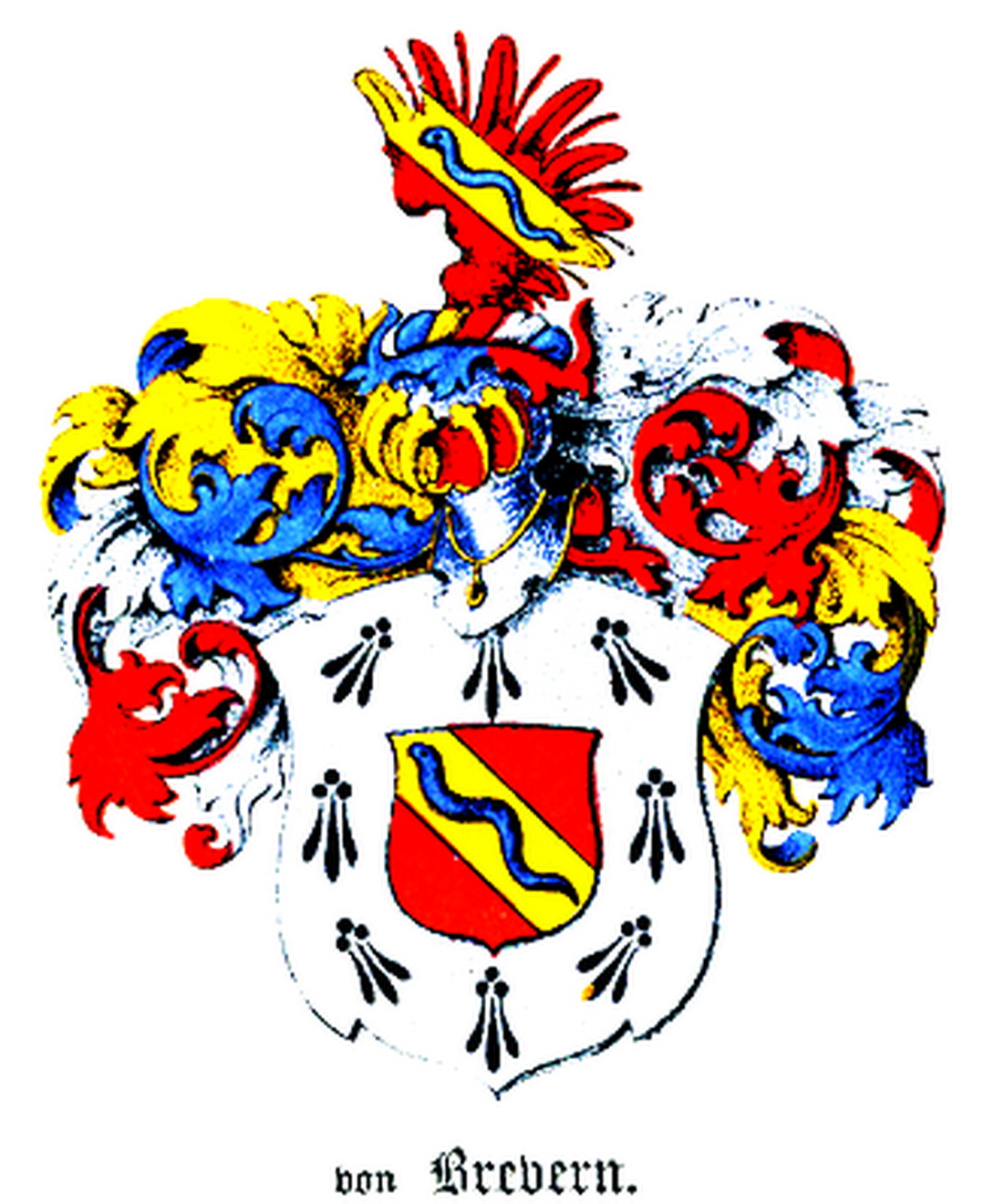
Wappen derer von Brevern

Georg Karl von Brevern (auch Karl Georg von Brevern; * 4. August 1807 in Hallinap Harju, Estland; † 23. Juni 1892 in Berlin) war ein estländischer Jurist, Wirklicher Geheimrat und Mitglied des russischen Staatsrates. Er stammte aus dem deutsch-estländischen Adelsgeschlecht der „von Brevern“.

## Werdegang
Georg Karl v. B. besuchte von 1820 bis 1825 die Ritter- und Domschule zu Reval, anschließend studierte er von 1827 bis 1832 an der Kaiserlichen Universität Dorpat und schloss das Studium 1834 mit einem Diplom der Rechtswissenschaften ab. Seine Studienreisen führten ihn zwischen 1835 und 1838 nach Deutschland, in die Schweiz und nach Italien. Es folgte 1838 das Amt des stellvertretenden Notars der Livländischen Ritterschaft, 1838 wurde er Sekretär der Estländischen Ritterschaft und setzte sich mit Erfolg für ein Nutzungsrecht der Bauern am Land ein. Von 1844 bis 1876 war er in der kaiserlichen Kanzlei unter den Zaren Nikolaus I. (1825–1855) und Alexander II. (1855–1881) in Sankt Petersburg tätig, schwerpunktmäßig beschäftigte er sich mit der Kodifikation der Landesgesetze und der Bearbeitung von Fragen zum baltischen Provinzialrecht sowie der Bearbeitung des russischen Handels- und Gewerberechts. Ab 1860 wirkte er an den Vorbereitungen für eine Gerichtsreform mit und war Mitverfasser der sogenannten Semstwo-Verfassung und der russischen Städteordnung..1860 wurde Georg Karl v. B. zum Geheimrat ernannt, ab 1867 war er Senator und wurde 1877 in den kaiserlichen Reichsrat berufen, hier war er im Departement für Gesetze und 1885 in der allgemeinen Versammlung tätig. 1879 wurde er zum Wirklichen Geheimrat ernannt.
Brevern interessierte sich für Geschichte er unterstützte Forscher und förderte fremde Forschungen. Er war Ehrenmitglied der Gesellschaft für Geschichte und Altertumskunde der Ostseeprovinzen Russlands zu Riga (GGuA) und der Estländischen Literaturgesellschaft, diese „Gesellschaft widmete sich der deutsch-baltischen Kultur und der allgemeinen Landesgeschichte“. Er überließ der Literaturgesellschaft insgesamt 3000 Bücher und schenkte ihr 1616 Bände.

## Familie
Seine Großeltern waren Heinrich Johann von Brevern (1749–1803) und Anna Elisabeth Staël von Holstein (1753–1824). Sein Vater war dessen Sohn Heinrich Johann von Brevern auf Kostifer (1775–1824), seine Mutter Helen Margarete Sophie war eine geborene von Benkendorff, mit der er in erster Ehe verheiratet war. Sein Onkel väterlicherseits war Christoph Engelbrecht von Brevern und sein Halbbruder, aus der zweiten Ehe mit Maria De la Gardie, war Pontus Alexander Ludwig Graf von Brevern-de la Gardie.
Georg Karl von Brevern war ledig.

## Werke
- Die Stellung der Verwaltungsbeamten im Staate : Erstes Capitel einer bei Einer hochverordneten Juristen-Facultät zu Dorpat zur Erlangung der Magisterwürde eingereichten Inaugural-Dissertation. Verlag Müllersche Buchdruckerei, Riga 1834.[7]
- Das Verhältniss der Staatsverwaltungsbeamten im Staate.; Eduard Franzzen’s Buchhandlung, Leipzig / Riga / Dorpat 1835.[8]
- Studien zur Geschichte Liv-, Esth- und Kurlands. Erster Band. Der Liber Census Daniae und die Anfänge der Geschichte Harrien und Wirland's (1219–1244). Verlag Heinrich Laakmann, Dorpat 1858.[9]
- Zur Geschichte der Familie von Brevern. 4 Bände. Puttkammer & Mühlbrecht, Berlin 1878–1885.
- Meine Erinnerungen an die Anfänge der zweiten Agrarreform in Esthland : 1839 bis 1842. Druck der Norddeutschen Buchdruckerei, Berlin 1892.[10]
- Georg von Brevern, geboren 4. August 1807, gestorben 23. Juni 1892: Erinnerungen aus seinem leben und an die Anfänge der zweiten agrarreform in Estland 1839 bis 1842. Autor Georg von Brevern, Verlag Kluge u. Ströhm, 1907.[11]